# (73922) 1997 LZ12
(73922) 1997 LZ12 – planetoida z pasa głównego asteroid okrążająca Słońce w ciągu 4,23 lat w średniej odległości 2,61 j.a. Odkryta 7 czerwca 1997 roku.